# Filialkirche Schaubing

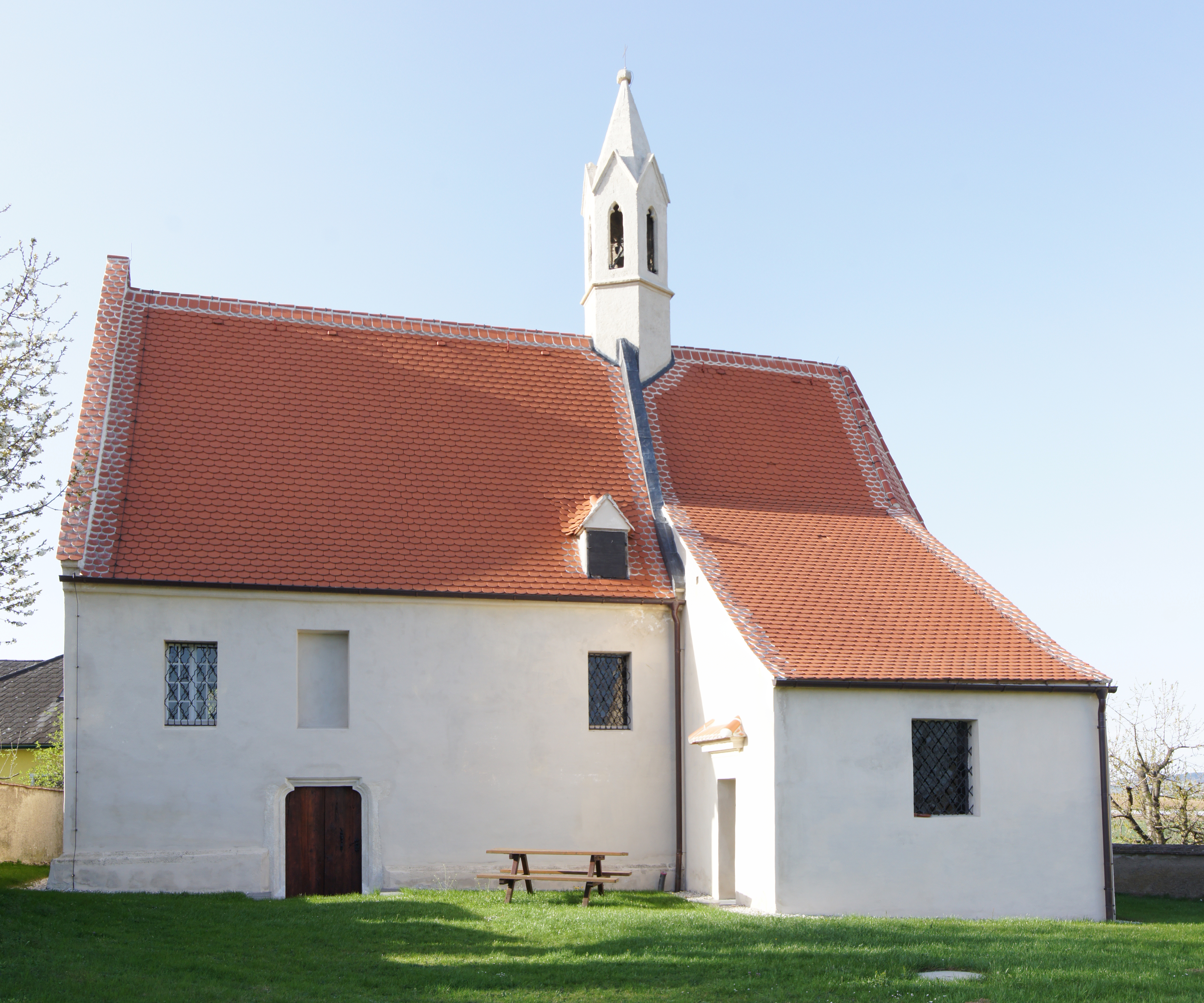
Katholische Filialkirche hl. Leonhard in Schaubing

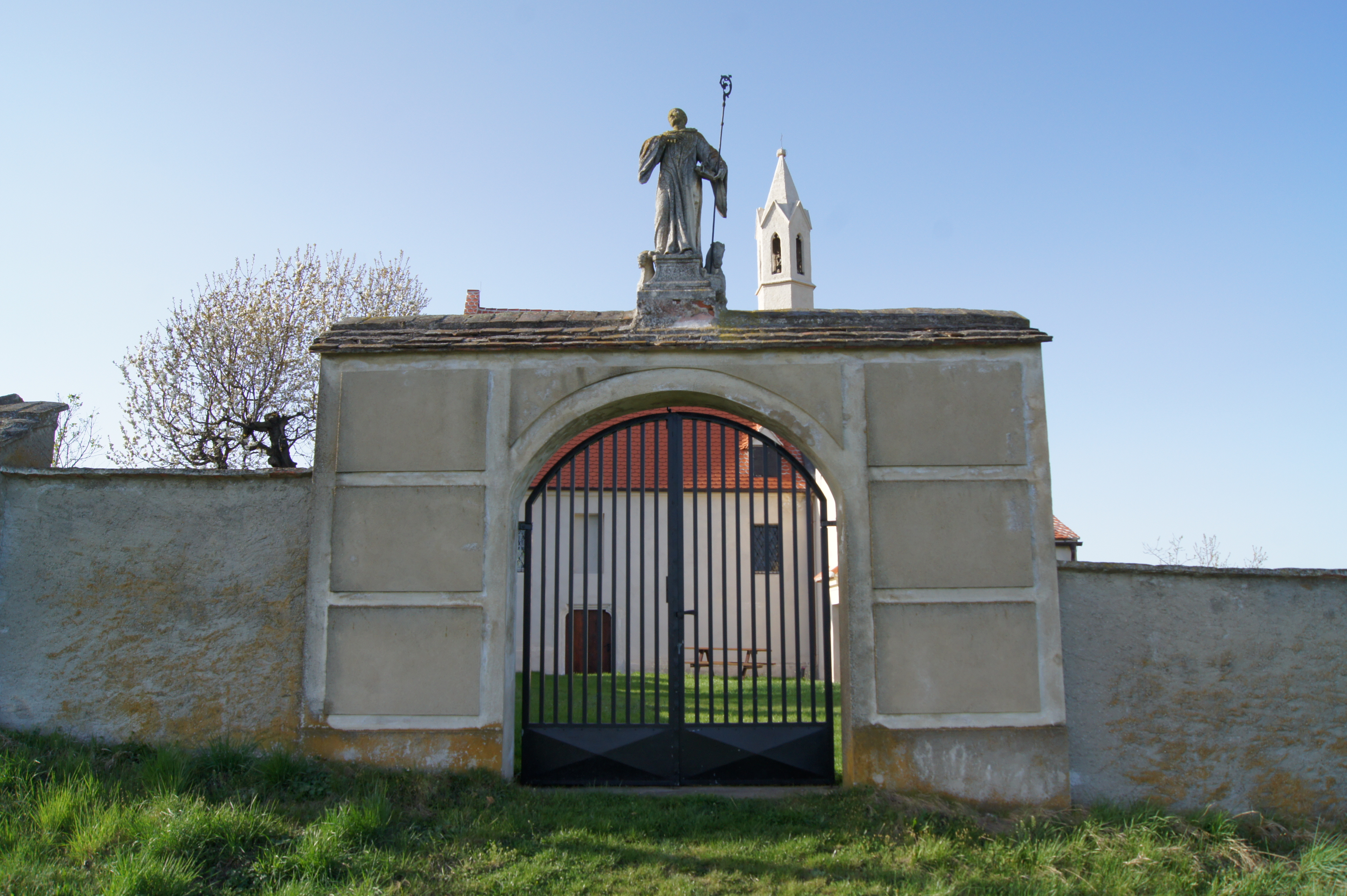
Kirchhofportal mit Figur hl. Leonhard

Die Filialkirche Schaubing steht inmitten des Weilers Schaubing in der Gemeinde Karlstetten im Bezirk St. Pölten-Land in Niederösterreich. Die dem Patrozinium hl. Leonhard von Limoges unterstellte römisch-katholische Filialkirche gehört zum Dekanat Melk in der Diözese St. Pölten. Die Kirche und der Kirchhof stehen unter Denkmalschutz (Listeneintrag).

## Geschichte
Die Kirche wurde im zweiten Viertel des 14. Jahrhunderts mit einer Stiftung des Weickhard von Doppel erbaut. Urkundlich 1369 eine Filiale von Herzogenburg unter dem Patrozinium hl. Jakobus. Vermutlich schwere Schäden 1529 bei einem Türkeneinfall. 1643/1653 durch die Kirche eine Filiale der Pfarrkirche Karlstetten. 1711/1712 wurde die Kirche innen barockisiert.

## Architektur
Der gotische Kirchenbau mit einem eingezogenen Chor und einem gemauerten Dachreiter steht in einem ummauerten Kirchhof mit einem Rundbogenportal, auf dem Portal steht die Statue hl. Leonhard 1745.
Das Kirchenäußere zeigt einen ungegliederten niedrigen Kirchenbau mit einem Langhaus und Chor über einem gotischen Kehlsockel mit barocken Rechteckfenstern mit Klostergitter unter einem einheitlichen Satteldach. Das Südportal ist ein gotisches Schulterportal. Der Dachreiter ist ein zierliches sechsseitiges Türmchen mit spitzbogigen Lanzettfenstern mit Kleeblatteinsatz, einem Giebelkranz und einem steinernen Spitzhelm mit einem Knauf. Südlich am Chor ist ein barocker Sakristeianbau unter einem Pultdach mit einer originalen Eisenplattentür.
Das Kircheninnere zeigt im Langhaus mit einer Flachdecke in einem Stuckrelief in einem geschweiften Spiegelfeld in zarten Akanthusranken das Bild hl. Leonhard. Die hölzerne Westempore steht auf einer Mittelstütze. Der eingezogene Triumphbogen ist spitzbogig. Der einjochige Chor mit einem Fünfachtelschluss hat ein Kreuzrippengewölbe mit Scheibenschlusssteinen, Lorbeerblattstäbe und Akanthusranken. Hinter dem Hochaltar befindet sich eine bodentiefe Piscina-Rundnische mit einem Lappenbogen, Krabbenwimperg und Fialen um 1330/1340 sowie eine Sakramentsnische. Die Sakristei ist kreuzgratgewölbt.

## Ausstattung
Der Hochaltar als Säulenretabel aus der Mitte des 18. Jahrhunderts zeigt das Altarblatt hl. Leonhard und trägt einen Tabernakel mit dem apokalyptischen Lamm.
Die Orgel aus 1708 wurde 1945 schwer beschädigt und 1974 durch Josef Mertin restauriert.